# Musa Cliffortiana
Musa Cliffortiana (с лат. — «Банан Клиффорда») — первая монография о роде растений Банан (Musa), которая была написана шведским естествоиспытателем Карлом Линнеем. В своём труде он подробно описал цветение банана, произраставшего в саду голландского банкира, любителя садоводства Джорджа Клиффорда, и сделал один из первых набросков естественной системы растений.
Первое и единственное издание вышло в Лейдене в 1736 году под названием Musa Cliffortiana florens Hartecampi. Появление работы стало поводом для серьёзного спора в 1737 году в первом немецком научном журнале «Acta eruditorum».

## История
Джордж Клиффорд, банкир, начальник Ост-Индского торговой компании, познакомился с Карлом Линнеем в доме у Йоханнеса Бурмана в Амстердаме, где Линней жил, помогая Бурману в научных исследованиях, в 1735 году. Вместе с Бурманом Линней был приглашён Клиффордом в загородный летний дом Гартекамп в окрестностях Хемстеде, который они посетили 13 августа 1735 года.
Клиффорд увлекался ботаникой, поэтому он впечатлился молодым натуралистом Линнеем, предложив ему быть домашним врачом и одновременно по собственному усмотрению выписывать растения, покупать книги и следить за обширной коллекцией садовых растений, привезенных из разных стран мира. С сентября 1935 года Карл Линней начал работу в загородной усадьбе Клиффорда Гартекамп. В знак своей признательности владельцу дома Линней систематизировал растения, произраставшие там, и напечатал описание сада с 37 гравюрами из меди.
Спустя четыре месяца, как Линней прибыл в усадьбу, ему удалось сделать то, что ранее никому не удавалось в Голландии: банановое дерево, которое росло в одной из четырёх теплиц Гартекампа, сначала зацвело, а потом принесло плоды. Это достижение стало возможным в том числе благодаря действиям садовника Dietrich Nietzel, который поместил банановое растение в насыщенную питательными веществами почву, прекратил полив в течение нескольких недель, а затем имитировал сильные ливни тропиков.

### Содержание
В первой главе Линней сначала описывает этимологию слова Musa, указывает на ряд широко используемых греческих имен и объясняет связь происхождения названия с Антонием Мусой. В второй главе он изучает таксономическое положение рода Musa по отношению к другим, например, пальме. В работе есть подробное описание рода (глава III) и других известных видов (глава IV). Кроме того, есть описание ареала банана (глава V), а также способы его применения (глава VI). Ленней также затрагивает тему, может ли банановое растение быть библейским деревом познания добра и зла.